# In vitro
In vitro (latinsko: v steklu) je besedna zveza, ki se predvsem v naravoslovnem kontekstu nanaša na procese in poskuse, ki potekajo v nadzorovanem okolju zunaj živega organizma (v nasprotju s procesi in vivo, ki potekajo v živem organizmu). Znan primer je oploditev in vitro, postopek, pri katerem spermiji oplodijo jajčeca zunaj ženskega telesa. 